# آلان دوراند
آلان دوراند هو لاعب كرة قدم فرنسي في مركز الوسط، ولد في 26 يونيو 1967 في تروا في فرنسا.